# Prima Lega 2024-2025 (Bahrein)
La Prima Lega Bahreinita 2024-2025 (in arabo الدوري البحريني الممتاز 2025-2024), anche nota come Nasser Bin Hamad Premier League 2024-2025 per motivi di sponsorizzazione, è stata la 87ª edizione della massima serie del campionato di calcio bahreinita. Il campionato è iniziato il 21 settembre 2024 e si è concluso il 27 maggio 2025. La squadra campione in carica era l'Al-Khaldiya, che ha vinto il secondo titolo nazionale nella stagione 2023-2024.
La competizione è stata vinta dall'Al-Muharraq, al suo trentacinquesimo titolo nazionale.

## Stagione

### Novità
Dalla scorsa edizione sono state retrocesse Al-Hidd e Al-Hala, ultime due classificate del campionato, insieme con il Busaiteen Club, sconfitto agli spareggi promozione/retrocessione. Al loro posto, dalla Seconda Divisione sono state promosse Bahrain SC e A'Ali, prime due classificate, insieme con il Malkiya, vincente degli spareggi promozione/retrocessione.

### Formula
Le 12 squadre partecipanti giocano un girone all'italiana con gare di andata e ritorno, per un totale di 22 giornate. Al termine di queste, la squadra prima in classifica è campione del Bahrein e si qualifica per la AFC Champions League Two 2025-2026. Le ultime due classificate retrocedono in Seconda Divisione, mentre le squadre terzultima e quartultima giocano due spareggi con due squadre di Seconda Divisione per altrettanti posti in massima serie.

## Squadre partecipanti
| Club        | Città       | Stagione precedente     |
| ----------- | ----------- | ----------------------- |
| A'Ali       | A'ali       | 2° in Seconda Divisione |
| Al-Ahli     | Manama      | 4° in Prima Lega        |
| Al-Khaldiya | Manama      | Campione del Bahrein    |
| Al-Muharraq | Al Muharraq | 3° in Prima Lega        |
| Al-Najma    | Manama      | 6° in Prima Lega        |
| Al-Riffa    | Riffa       | 2° in Prima Lega        |
| Al-Shabab   | Manama      | 7° in Prima Lega        |
| Bahrain SC  | Al Muharraq | 1° in Seconda Divisione |
| East Riffa  | Riffa       | 10° in Prima Lega       |
| Malkiya     | Riffa       | 3° in Seconda Divisione |
| Manama      | Manama      | 5° in Prima Lega        |
| Sitra       | Manama      | 8° in Prima Lega        |

## Classifica
|                    | Pos. | Squadra     | Pt | G  | V  | N  | P  | GF | GS | DR  |
| ------------------ | ---- | ----------- | -- | -- | -- | -- | -- | -- | -- | --- |
| Bahrein (bandiera) | 1.   | Al-Muharraq | 51 | 22 | 16 | 3  | 3  | 54 | 17 | +37 |
|                    | 2.   | Al-Khaldiya | 42 | 22 | 13 | 3  | 6  | 40 | 26 | +14 |
|                    | 3.   | Sitra       | 38 | 22 | 10 | 8  | 4  | 33 | 21 | +12 |
|                    | 4.   | Al-Riffa    | 38 | 22 | 11 | 5  | 6  | 39 | 27 | +12 |
|                    | 5.   | Al-Shabab   | 30 | 22 | 7  | 9  | 6  | 23 | 23 | 0   |
|                    | 6.   | Malkiya     | 28 | 22 | 6  | 10 | 6  | 23 | 27 | -4  |
|                    | 7.   | Al-Ahli     | 27 | 22 | 8  | 3  | 11 | 32 | 35 | -3  |
|                    | 8.   | Al-Najma    | 27 | 22 | 7  | 6  | 9  | 29 | 29 | 0   |
|                    | 9.   | Bahrain SC  | 23 | 22 | 6  | 5  | 11 | 27 | 41 | -14 |
|                    | 10.  | A'Ali       | 23 | 22 | 6  | 5  | 11 | 26 | 37 | -11 |
|                    | 11.  | East Riffa  | 20 | 22 | 4  | 8  | 10 | 21 | 31 | -10 |
|                    | 12.  | Manama      | 13 | 22 | 2  | 7  | 13 | 15 | 48 | -33 |

Legenda:
      Campione del Bahrein e qualificata per la AFC Champions League Two 2025-2026.
 Ammesso ai Play-off promozione/retrocessione
 Retrocessione diretta.